# Nullum crimen sine damno sociali magis quam minimo
Nullum crimen sine damno sociali magis quam minimo – łacińska sentencja prawnicza oznaczająca nie ma przestępstwa bez społecznej szkodliwości w stopniu większym od znikomego. Obecnie jest jedną z podstawowych zasad kodeksowych prawa karnego. Zgodnie z art. 1 § 2 k.k. nie stanowi przestępstwa czyn zabroniony, którego społeczna szkodliwość jest znikoma.
 Zapoznaj się z zastrzeżeniami dotyczącymi pojęć prawnych w Wikipedii.